# Magyar–török háborúk
A magyar–török háborúk I. Lajos uralkodása idején indultak a Magyar Királyság és az Oszmán Birodalom között. A történelemkönyvek Lajost tartják az első európai uralkodónak, aki az oszmánokkal megütközött. A Bulgáriában, 1377-ben aratott győzelmet jelentősnek ítélik a magyar történészek, mert további nagyobb hadmozdulatok 1389-ig nem történtek a területen. Még a század végén sor került a két ország közötti nyílt háborúra, I. (Luxemburgi) Zsigmond uralkodása kezdetén. 
A háborúk szünetében a törökök rendszeresen portyáztak az ország déli végein, sőt néha mélyen behatoltak az országba, 1421-ben például Vasvárt is elérték. Az állandó török támadásokat leginkább a délvidéki területek szenvedték meg.

## Magyar-oszmán összecsapások

### Első magyar-török háború
Nagy Lajos 1365-ben a belviszályok gyötörtre Bulgária északi felére támadt, amit Bodonyi bánság néven tartománnyá, később hűbérállammá szervezett. Az ország déli felét és a szerb területeket a törökök rendszeresen megtámadták, ezért előbb, vagy utóbb elkerülhetetlenné vált az összecsapás a magyarokkal. 1366-ban VI. Orbán pápa keresztes-hadjáratot hirdett. Magyarország összefogva Savoyával vezetett támadást. Míg Lajos serege szárazföldön aratott győzelmet, a savoyaiak elfoglalták Gallipolit.

### Velencei–magyar háború (1372–78)
1372-ben Pádua kapcsán Lajos sokadjára keveredett Velencével háborúba. A velenceiek ekkor segítségül hívták a törököket és Treviso mellett vereséget mértek a magyarokra és páduai szövetségeseikre, ami miatt a város velencei fennhatóság alá került, de Dalmácia megmaradt a magyar király kezén.

### Második magyar-török háború
I. Lajost a trevisói eset arra késztette, hogy hadat vezessen a török ellen. Serege bevonult Havasalföldre, de a művelet nem indult kedvezően, ugyanis a románok nem Lajost, hanem a pogányokat támogatták a magyarok ellen. Ennek ellenére az Erdélybe betört török martalócokkal szemben eredményesen harcolt. Lajos serege 1377-ben bolgár területen csatát nyert egy másik török sereggel szemben. 
A vereség után több mint egy évtizeddel a törökök nagy hadjáratot vezettek Szerbia ellen, amely próbált koalícióba tömörülni (a magyar király nélkül) a többi szomszédos országgal, de végzetes vereséget szenvedett Rigómezőnél.

### Harmadik magyar-török háború
A törökök 1391-ben elfoglalták Galambócot. 1395 szeptemberében Bajazid szultán újból előrerendelt egy kisebb ereg csoportot Temesvár felé, egy nagyobb hadoszlopot pedig a Havasalföldre. Az előbbin Marczali Miklós Csakovánál győzelmet aratott, ellenben az erdélyi határt védő Losonczi István vereséget szenvedett és életét vesztette, vele együtt elveszett Havasalföld, vagyis Oláhország(Wallachia), es az Al-Duna egész vidéke is. A további benyomulások és Bulgária lerohanása miatt Zsigmond király 1396-ban egy nagy törökellenes hadjáratra indult hadaival, amelynek egy részét tették csak magyarok; a többiek Európa különböző helyeiről toborzott csapatok voltak, többek közt spanyolok, csehek, olaszok, franciák stb. A nikápolyi csatában súlyos vereséget szenvedett nyílt csatában a szultáni főseregtől. A vereség hasznos tanulságul szolgált Zsigmondnak, aki ezután védelemre rendezkedett be. Erre idő bőven kínálkozott, mert a törökök 1402-es veresége után a birodalom szétesett egy időre.

### Negyedik magyar-török háború
I. Bajezid fiai között harc folyt a trónért (Oszmán interregnum) így Magyarország egy kis időt nyert. A legidősebb testvér, Musa az európai, Mehmed pedig az ázsiai birtokok felett uralkodott. Ö Mircea moldvai és Lazarevics István szerb vajdát is – hatalma alá hajtotta. A szerb despota támogatására Cillei Borbála királynő 1413 tavaszán Garay Jánost, Maróthi János  és Csupor Pált, Zsigmond pedig a nála levő Hranics Szandaljt, Bosznia déli részének, a későbbi Hercegovinának urát, küldte le Szerbiába. Hrvoja [vagy Hervoja] bosnyák-szerb nagyúr, Spalató hercege, eközben rátört ennek védtelenül maradt birtokaira s annak több várát elfoglalta, amihez Musával támogatását is igénybe vette. A Szerbiában levő Garay János és Csupor Pál, Maróthit egyedül otthagyva, májusban Szlavoniába tértek vissza s ott Hervojának összes birtokait, várait együtt fegyveres erővel elfoglalták, Zsigmond Hervoját a spalatói hercegségtől is megfosztotta és a sárkányrend vitézeinek sorából kitöröltette. Mehmed még 1413-ban Kisázsiából sereggel atkelt Európába, és a hozzá átpártolt István szerb vajda segítségével Musát a Camulru melletti csataban megverte. Ezek után I Mohamed az újra egyesített Ottomán birodalom szultánjává vált [ez a folyamat 1422-ig eltartott]. 1415-ben szövetségben Hervojával támadást intézett Magyarország és Horvátország ellen. Maróthy János macsói bán, Garay János és Monoszlai Csupor Pál kaptak megbízást arra, hogy hadat vezessenek a Boszna völgyébe, Duboj környékére. A Hervojával egyesült török július 28. és augusztus 5. között mindenekelőtt Ozorát és Tesanjt foglalta el, aztán a Dobojnál álló magyar sereg megtámadására indult. 1415 augusztus 6-án került itt sor a csatára. A török-délszláv sereg csellel sikeresen megnyerte a csatát. A három magyar hadvezér fogságba esett, a magyar sereg megsemmisült. A doboji csata után egyes török portyázó különítmények átkeltek a Száván és végig pusztították a magyar határterületeket. Ennek eredményeként Bosznia egy részét uralmuk alá hajtva a törökök szandzsákot szerveztek belőle. Zsigmond azonnal hazaküldte Ozorai Pipot a határok védelmére és nyomban felszólították Ulászló lengyel királyt és unokatestvérét, Vytautas litván fejedelmet, hogy haladéktalanul küldjenek segítséget Magyarországnak a törökök ellen, azonban ennek alig volt eredménye. Az Ottománok Velencével kezdtek háborút, de a török flottát Gallipolinál megsemmisítették. Mehmed szultán 1416 július 9-én igy Velencével békét kötött, majd Havasalföld felé akart terjeszkedni. Mircea cel Batrint Zsigmond király, ennek unokaöccsét, Dánt pedig I. Mehmed szultán segítette. Mehmed maga ment Havasalföldre, mert Mircea már 3 éve nem fizette meg neki az adót. Zsigmond Losonczy Istvánt küldte Mircea segítségére. Losonczy meghalt a csatában, a serege elmenekült. A legyőzött Mirca újra meghódolt a szultánnak, akinek a hátralékos 3 évi adót nyomban kifizette. Mehmed már két másik hadsereget küldött még Boszniából; az egyiket Ahmed bég vezetése alatt a Száván és Dráván át Stájerországba, mely Radkersburgot vette ostrom alá. A Stájerország felé tartó török hadoszlopot Frangepán Miklós nyomon követte s miután stájer földön a Radkersburg felmentésére siető Ehrenfels karinthiai kapitány és Ernö osztrák hercegek hadaival egyesült, a 12.000 főnyi sereg az említett vár alatt fényes győzelmet aratott a 20.000 főnyi ostromló had fölött. [Az osztrák történészek régóta kétségbe vonják ennek a csatának a létezését, szerintük magyar zsoldosseregek fosztogattak Ausztriában,csak később ezt a törököknek tulajdonították.] A másik hadsereg Ikács (Ikah, Ishak) boszniai bég alatt indult a Temesköz fosztogatására. Itt Makedóniai Péterfy Miklós megölte Ikács béget, és a török sereg visszavonult. Zsigmond 1419 Magyarországra jött a törökök ellen. A Nagyváradon egybegyült sereget a Vaskapun október 28-án Bulgáriába, más verziók szerint a törökök által fenyegetett Mircea havasalföldi vajda támogatására a Havasalföldre vezette [itt bizonytalanok a források, hogy Nis vagy Nikápoly felé ment-e, valoszinüleg a közepebbi Nis-hez] és ott támadta meg az egyik török sereget. Itt győzelmet aratott [osztrák történészek ezt is kétlik]. Miután visszatért felépitette Görény várát [1420 -ban egyéb várakat is 1420-: az Al-Duna mentén új várakat: Drankó, Librasd, Pét, Szinice, Sztanilóc, Pozsezsin, Szentlászlóvár építtetett] Magyarországhoz visszacsatolt Szörényi bánság védelmére. Tvratko Szurát újból sikerült Bosznia északi részében királyul elismertetni. Mehmed közben elfoglalta volna Szörény várát, de végül 1419-ben a felek itt békét kötöttek. [itt nem világos, hogy melyik fél küldött először követeket a másikhoz].

### Al-dunai háború
Főleg az Al-Duna mentén végrehajtott sikeres török-elleni akciókat nevezi a történelem al-dunai háborúnak. 1420-ban, mihelyst a török megvetette a lábát Havasalföldön, rögvest megtámadta Erdélyt a Vulkán szoroson át, és a készületlen Csáki Miklós vajda hadát Hátszegnél legyőzték, Szászvárost elfoglalták és elpusztították. I. Mehmed szultán 1421-ben meghalt, utóda és fia II. Murád nyomban jókora sereget küldött Dán ellen, akit bár a szultán tett vajdává, elűzve Mirceát, de ö Zsigmondnak is meghódolt. Miután végeztek Havasalföldön, a Tömösi szoroson át Erdélybe nyomultak. Bevették Brassó városát(de a várat nem!)és felégették a Barcaságot A trónra jutó II. Murád szultán a Balkán teljes bekebelezésére törekedett, de a helyi csapatok főleg Gyurgyevóból támadták Erdélyt. 1423-ban Ozorai Pipó olasz származású hadvezér, Zsigmond király szolgálatában mélyen benyomult Havasalföldre, az Al-Duna térségébe, ott legyőzött egy 15 000 fös sereget, és ezt követte két másik sikeres hadjárata. Időközben 2 évre békét kötöttek, mivel Murad testvére fellázadt Ázsiában. 1425-ben a szultán Dán helyett Radult, a testvérét tett a trónra, aki Zsigmondhoz menekült így új háború kezdődött. 1425 nyarán Ozorai Pipo a Duna mentén és ugyanakkor Csáki Miklós erdélyi vajda az erdélyi nemességgel az erdélyi havasokon át nyomult be Havasalföldre. Egy harmadik tartalékcsoport augusztus 16-án Orsovánál szállt táborba. A hadjárat végül nem hozott nagyobb összecsapásokat. Zsigmond megszerezte Lazarovics vajdától Nándorfehérvár, Macsó, Galambócz, Szokol, Szomszédvár, Brodar, Halap várait cserébe magyarországi birtokokért Brankovics György részére. Ozorai Pipo a Duna mentén előnyomulva, Galambócnál jelentős Ottomán haderőt győzött le, de1426 december 27-én meghalt. 1427-ben még sikerült annyit elérni, hogy a magyarbarát II. Dan kerüljön a román fejedelemség székébe. Tavasszal Zsigmond Havasalföldre vonult a seregével, de ütközetet nem vállalt. Közben Lazarevics vajda is meghalt, de Galambócót a szerb várkapitány eladta a töröknek, a többi várat sikerült beintegrálni a rendszerbe. 1428-ban Zsigmond megpróbálta elfoglalni Galambócot, de a Murád vezette felmentő sereg elől menekülnie kellett és békét kért.

### Ötödik magyar–török háború
A kisebb portyázásokat követően 1432-ben nagy török támadás zúdult Erdélyre. Zsigmond csak 2000 katonát küldött a szorosok őrzésére, de a védelmet a törökök áttörték és feldúlták a barcasági, hunyadi és kézdiszéki területeket, ahonnét több ezer fogollyal tértek vissza a Balkánra.

### Hatodik magyar-török háború
A törökök 1437-ben indítottak újabb nagy hadjáratot Magyarország ellen, de 1435 és 1436 között is sorra vezettek portyázásokat főleg Erdélybe. 1437-ben a szultáni sereg ostromolta az al-dunai Szendrőt, de a magyar-cseh-szerb csapatok felmentették az erősséget. 1438-ban a törökök feldúlták Erdélyt. 1439-ben Szendrő is a kezükre jutott és a déli területeket alaposan feldúlták. Sikerükhöz hozzájárult, hogy Erdélyben 1437-ben nagy felkelés dúlt Budai Nagy Antal vezetésével, amely legyengítette az országrészt katonailag. Először ostromolja meg szultáni sereg Nándorfehérvár at 1440-ben. 1441-ben Hunyadi János benyomult Szerbiába, egy évvel később leverte a ruméliai beglerbéget Erdélyben.

### A Hosszú hadjárat
IV. Jenő pápa ösztönzésére Hunyadi délnek egy nagy hadjáratot vezetett a Török Birodalomba, kihasználva, hogy a törökök keleten a perzsákkal háborúznak. A német és cseh zsoldosoktól is erősített magyar-lengyel hadak (akikhez szerb és bolgár sereg is csatlakozott) kis híján elérték Drinápolyt, a birodalom fővárosát. 1444-ben Váradon béke született a szultán kezdeményezésére, de a Giuliano Cesarini bíboros feloldotta esküje alól I. Ulászlót, hogy a török elleni háborút folytatni lehessen.

### Hetedik magyar-török háború
A Magyarországból, Lengyelországból, Rómából, Velencéből, Burgundiából, Genovából és Havasalföldből álló koalíció (több nemzetiségű egységekkel kiegészülve) 1444-ben újabb törökellenes hadjáratra indult. A magyar hadak behatoltak Bulgáriába, de a genovai flotta állítólagos árulása miatt a szultán Várnánál várta Hunyadiékat. A város alatt vívott csatában I.  Ulászló elesett, mert Hunyadi intése ellenére megrohamozta a janicsárokat. Hunyadi az elkövetkező években kormányzóként vezette az országot, s 1448-ban majdnem Macedóniáig nyomult seregével, hogy egyesülhessen Szkander bég albán vezérrel. Azonban a Rigómezőn (a mai Koszovó területén) II.  Murádtól újabb vereséget szenvedett. A szultáni fősereget egészen a 17. század végéig senki sem tudja leverni Európában.

### Nyolcadik magyar-török háború
A Bizánci Birodalom 1453-as bukása után Hunyadi újból a török ellen fordította fegyvereit és jelentős haditetteket hajtott végre a Balkánon. II. Mehmed szultán is készült egy Magyarország elleni nagy támadásra és 1456-ban hatalmas serege Nándorfehérvárt ostromolta. Hunyadi keresztesekkel megerősített csapataival áttörte az ostromgyűrűt és erősítést vitt a várba. Később az utolsó nagy rohamot is sikeresen visszaverték, világraszóló diadalt aratva, de Hunyadi nem sokkal később meghalt pestisben.

### Kilencedik magyar-török háború
Mátyás király trónra kerülésétől kezdve kevesebb mint egy évtizedig folytatta a törökellenes harcot. Visszahódította Galambócot, 1463-ban elfoglalta Jajcát és Bosznia még török kézben levő területeit. Mátyás világosan látta, hogy az egyre kiterjedtebb Oszmán Birodalommal szemben Magyarország ereje már kevés, ezért nyugatra a németek és a csehek ellen vezetett háborúkat, amellyel a német-római császári trónt akarta megszerezni. Ha Mátyás német császár lett volna, akkor a magyarokkal, a németekkel és a csehekkel fordulhatott volna a törökök ellen, és kiűzhette volna őket Európából. 

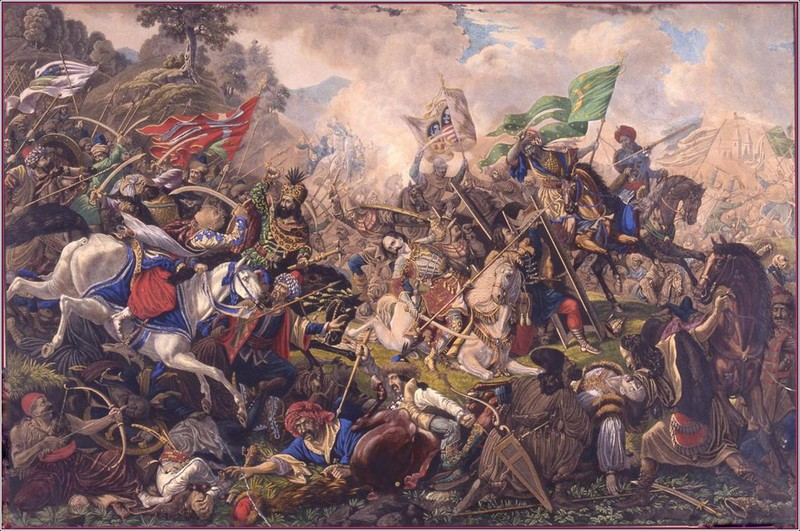
A kenyérmezei csata. Ion Osolsobie román festő alkotása.

### III. István harca a török hódítók ellen
III. István moldvai fejedelem nem volt hajlandó a török hűbért elismerni, ezért szembeszállt az ellenséggel. Ehhez segítségül hívta a magyar uralkodót és IV. Kázmér lengyel királyt. István a vászlói ütközetben lengyel-magyar segítséggel győzelmet aratott a török-tatár-bolgár-havasalföldi sereg fölött.

### Tizedik magyar-török háború
1475-ben a törökök Váradig nyomultak előre, de 1476-ban elvesztették Szabács várát. 1479-ben Kinizsi Pál a Kenyérmezőnél szétverte a török sereget, s többször mélyen behatolt Szerbiába, számtalan győzelmet aratva a törökökön, s támadásaiknak újabban sikerült elején vennie.

### Itáliai magyar expedíció
Egy török hadtest 1480-ban elfoglalta a nápolyiaktól Otrantót, ahol hídfőállás kiépítésébe kezdtek. II. Ferdinánd nápolyi király veje, Mátyás segítségét kérte, aki elküldte Itáliába Magyar Balázst és visszafoglaltatta Otrantót egy 2100 fős sereggel, aminek java része nem tért haza, és a segítséget senki nem hálálta meg nekik.

### Tizenegyedik magyar-török háború
A háború főleg szerb területen zajlott, amit Kinizsi Pál vezetett. Kiváltó oka egy 1481-es török támadás volt, amit Kinizsi meg kívánt torolni. Az általa vezette délvidéki magyar-szerb hadak mélyen benyomulva 1482-ben gyors sikereket értek el, és a szendrői béget is leverték. A sikeres hadjárat tartós eredménnyel járt, mert nagyobb oszmán támadás majdnem tíz évig nem következett be. 1483-ban békét kötött a két hatalom egymással.

### Tizenkettedik magyar-török háború
II. Ulászló a török ellen küldte Mátyás fekete seregét, de mivel nem tudta fizetni őket, azok fellázadtak. Kinizsi a lázadó zsoldosokat szétverte. A király halála után 1492-ben a törökök megkísérelték bevenni Nándorfehérvárt, de Kinizsi elűzte az ostromlókat és hadat vezetett Szerbiába. Ezután a Délvidéken többször legyőzte a benyomuló törököket, majd megakadályozta, hogy a várkatonaság árulása folytán Nándorfehérvárat elfoglalják 1494-ben. Még ebben az évben vezetett egy hadjáratot a törökök ellen, majd meghalt. 1495-ben a szultán és a király 3 éves békét kötött egymással.

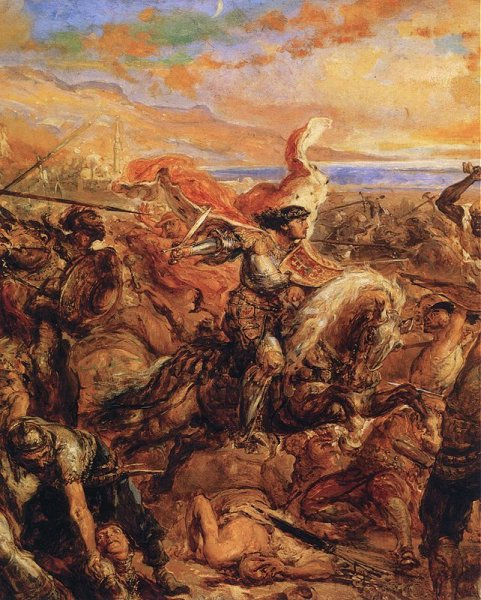
I. Ulászló veszte – részlet Jan Matejko a várnai csatáról készült festményén.

### Tizenharmadik magyar-török háború
Corvin János 1499. évi sikeres boszniai győzelme után a pápa által létrehozott magyar–francia–lengyel–velencei szövetség 1500-ban még egy törökellenes háborút indított. A magyar sereg elérte Bulgáriát, de Vidin elfoglalásán kívül mást nem tudott felmutatni és a hadjárat eredménytelen volt. Ezt a háborút is béke zárta le 1504-ben, s 1510-ben újra meghosszabbították.

### Tizennegyedik magyar-török háború
Legnagyobb részt a horvát-bosnyák végvárak környékén zajlott le, s a horvát csapatok a dubicai ütközetben, Jajcánál és Korenica mellett arattak győzelmet a törökökön. E harcok hőse Beriszló Péter volt, akinek halálával (1520) ezek a győzelmek semmivé lettek. 1514-ben volt olyan terv, hogy önkéntesekből álló kereszteshadat toboroznak Magyarországon, de az a magyar történelem legnagyobb parasztháborújához vezetett. 

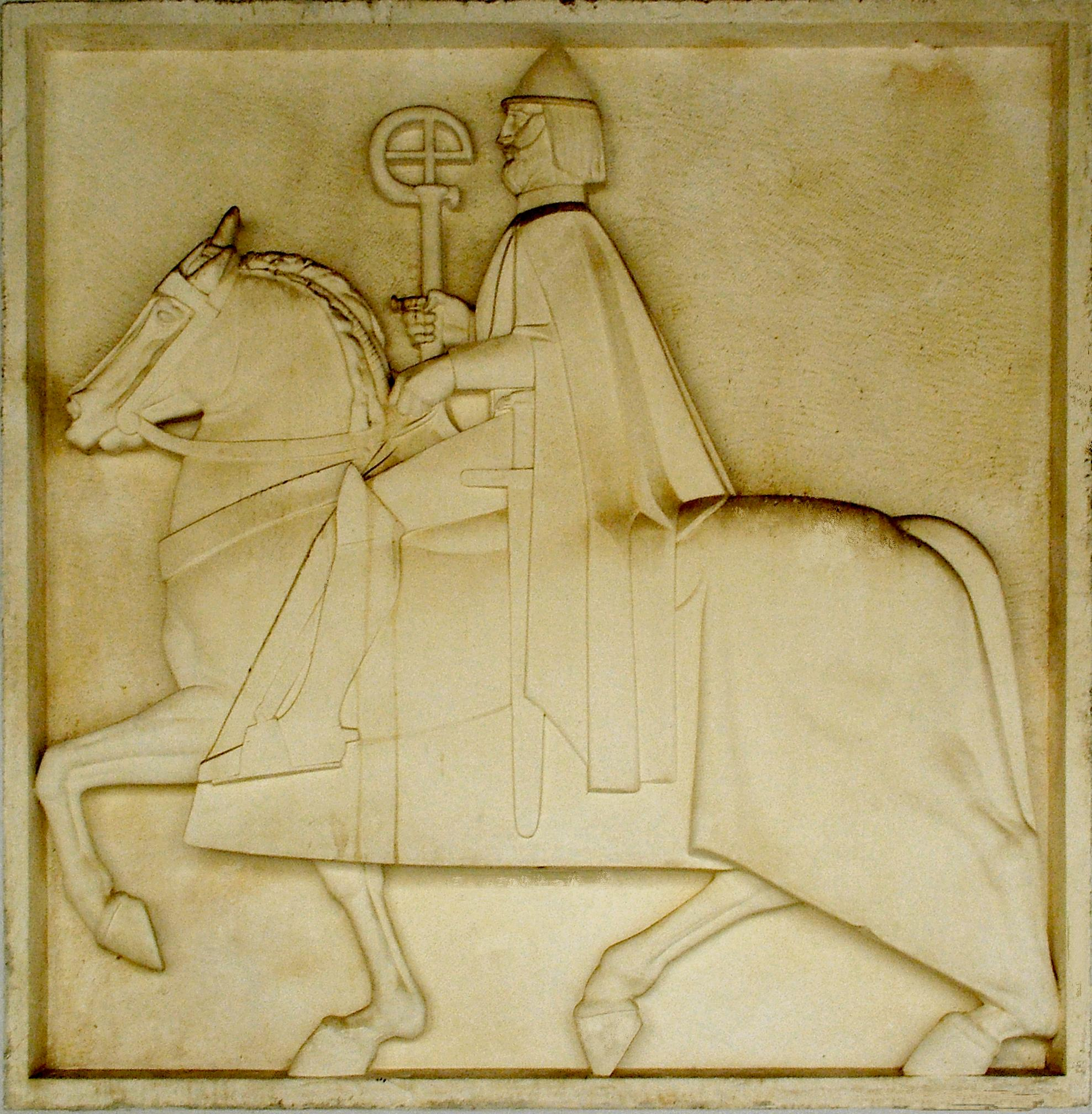
Trogir: Tomiszláv (Beriszló Péter) püspök és horvát bán (I. Mestrovic, 1938)

## A nagy török háborúk korszaka
A 16. században egyre csak gyengült Magyarország katonai ereje, addig a törökök terjeszkedési vágya felélénkült. I. (Nagy) Szulejmán európai területek felé fordította figyelmét. 1521-ben indul a nagy török támadás, majd 1526-ban a szultáni sereg mélyen benyomul az ország területére. A mohácsi vészben ahol ismét odaveszett az ország királya és az egész sereg, eldöntötte az ország sorsát és hosszú távon olyan következményekkel járt amelynek még a 20. században is komoly hatásai voltak. Több mint 170 éven keresztül a magyarok és horvátok (s az osztrákok is) szakadatlanul a törökök ellen harcoltak és a Magyar Királyságot folytonos területvesztés jellemezte valemmennyi háborúban. Ennek ellenére a törökök csak lépésben voltak képesek alávetni a területeket, mert a magyar, horvát és más nemzetiségű lakosok szívósabban és kitartóbban ellenálltak az oszmán terjeszkedésnek mint a balkáni országok annak idején. Ráadásul Nyugatról is jött a segítség és harcászati technika is folyamatosan fejlődött, elsősorban a tűzfegyverek modernizálódásával a törökök erőfölénye csökkent, s a politika és gazdaság világméretű átalakulása miatt az Oszmán Birodalom minden kontinensen ahol megvetette lábát kezdett visszaszorulni. Az állandó harcokban az oszmánok is sorra elvéreztek, a magyaroknak ráadásul sikerült több összecsapásban lélektani győzelmet aratni, mint Eger alatt. A tizenöt éves háborúban már komoly gyengeségek merültek fel, majd a szentgotthárdi csatában katonai és erkölcsi vereséget szenvedett az oszmán főhaderő. 1683-tól kezdve 16 éven át az európai hadakkal szemben a törökök egymás után sorozatban vesztenek el döntő csatákat, mivel annyira elavult és hasznavehetetlen a haderejük összetétele, szervezése és felszereltsége, hogy képtelenek a szervezetten, modern fegyverekkel harcoló európai csapatokkal szembeszállni. Az 1699-es karlócai béke értelmében a magyarországi török hódítások legnagyobb részéről le kell mondaniuk.

## Az utolsó összeütközések
1699 után még egy kisebb rész maradt a történelmi Magyarországból a török kezén. Az 1716–18-as Habsburg-török háborúban a császári haderők a temesvári vilajetet is felszámolták, sőt az Oszmán Birodalom észak-balkáni és havasalföldi területeit is elfoglalták. Ebben a háborúban a hadsereg egyharmadát alkották magyarok. Az 1736–39-es Habsburg-török háború már balszerencsés kimenetelű volt, annak ellenére, hogy az osztrákokat még az orosz hadsereg is támogatta. Az előző hódításokat mind elvesztette, a Birodalom déli határa a Dunánál alakult ki, és gyakorlatilag az első világháború végéig fennmaradt. Ebben a háborúban kevesebb magyar katona vett részt, állományuk nem haladta meg 15 000 főt.
A harmadik és egyben utolsó konfliktust, az 1787–91-es Habsburg-török háborút Ausztria ismét az oroszokkal szövetségben indította. A hatalmas méretű birodalmi hadseregbe, amelyet maga császár, II. József vezetett, mintegy félszázezer magyar katonát is besoroztak. A háború már az elején rosszul indult és nagyok voltak a veszteségek. Habár a törökök betörtek Magyarország déli területeire, de ez afféle szokványos határmenti előretörés volt, a közvetlen törzsterületeket nem fenyegették, és nem volt céljuk magyar, vagy erdélyi területek elfoglalása. Maga a császár súlyos betegen tért vissza a hadjáratból. 1789 októberében sikerült bevenni Belgrádot, II. József már halálos ágyán kapta a hírt. Halála után utódja, II. Lipót császár (a törökökkel szövetségre lépett poroszok fenyegetése miatt, a szövetséges oroszok felháborodása ellenére) 1791-ben megkötötte a sistowai (szvisovi) különbékét, amelyben Ausztria lemondott Belgrádról, és beleegyezett a háború előtti status quo helyreállításába. A török háborút Oroszország egyedül folytatta. Az 1791-es sistowai békekötés lezárta a magyarság és a törökök majdnem négy és fél évszázados háborúit is.